# Coelogyne barbata
Coelogyne barbata Lindl. ex Griff., 1848 è una pianta della famiglia dell Orchidacee, originaria dell'Asia.

## Descrizione
È un'orchidea di medio-piccole dimensioni, epifita oppure litofita. C. barbata presenta pseudobulbi molto addensati, di forma di pera, angolati, scanalati, di colore verde pallido, avvolti completamente da guaine embricate cartacee, che portano al loro apice 2 foglie di forma ellittico-lanceolata, acuminate, recanti 9 nervature, coriacee. 
La fioritura avviene dall'autunno fino a tutto l'inverno, mediante una infiorescenza terminale, derivante da uno pseudobulbo maturo, eretta o arcuata, racemosa, lunga mediamente fino a 45 centimetri, portante fino a 14 fiori. Questi sono gradevolmente profumati, hanno lunga durata, sono grandi da 5 a 8 centimetri, con sepali e petali di colore bianco di forma lanceolata ad apice acuto (i sepali molto più larghi dei petali). Il labello è trilobato, anch'esso bianco all'esterno e rosso porpora all'interno e presenta un curioso margine molto frastagliato, che richiama una barba (da qui il nome della specie).

## Distribuzione e habitat
La specie è originaria dell'Asia, in particolare di India nord-orientale, Bhutan, Nepal, Myanmar e Cina, dove cresce epifita su alberi della foresta montana, oppure litofita, ad altitudini tra 1000 e 1800 metri sul livello del mare.

## Coltivazione
Questa pianta necessita di buona luce e temperature miti durante tutto l'anno, da incrementare durante la fioritura, quando è necessario anche mantenere buoni livelli di umidità.